# Retrato de un músico
Este Retrato de un músico es el único retrato masculino del pintor renacentista italiano Leonardo da Vinci. Se trata de una pintura al óleo sobre tabla que mide 43 centímetros de alto y 31 de ancho realizado hacia el año 1485. Se encuentra en la Pinacoteca Ambrosiana, en Milán, donde está al menos desde 1672. 
La datación en torno a 1485 obedece a afinidades estilísticas con La dama del armiño y La Belle Ferronière. Leonardo probablemente dejó el retrato sin acabar, aunque muy cerca de su terminación, y sufrió retoques de mano ajena. En la segunda mitad del siglo XIX se pensó que podría ser un retrato de Ludovico Sforza. En la restauración en 1904-1905 se eliminó una capa de barniz haciendo aparecer una mano y una hoja de papel donde se puede leer "Cant...Ang...", seguido de una partitura musical. Se creyó entonces que era un músico, identificándose durante bastante tiempo que el hombre del cuadro podría ser Franchino Gaffurio, maestro de capilla en la Catedral de Milán desde 1484. Esta hipótesis se basa en el hecho de que Gaffurio frecuentaba la corte del Ducado de Milán y, por lo tanto, con mucha probabilidad, conoció a Leonardo. Otros autores sostienen que el hombre es anónimo, y alguno menciona la posibilidad de que se represente a Josquin Des Pres, que también trabajó como maestro de capilla en la catedral. 
El hombre está colocado en una posición tres cuartos y sostiene la partitura. El mirar del músico puede parecer irreal, perdido en el espacio, mirando más allá del campo de visión del espectador, pero puede ser que esté leyendo la música en silencio e imaginando su sonido, o concentrado a la espera del momento de empezar a cantar. En comparación con la detallada cara del músico, el sombrero rojo, su túnica y el pelo parecen ser obra por completo de otro pintor. Los historiadores de arte han reconocido el arte de Leonardo en el rostro del joven, aunque la mano y la partitura pueden ser añadidos a la pintura original. La principal diferencia entre esta obra y el retrato de Ginevra De' Benci, es el hecho de que en este, las manos y la parte inferior del pecho están dibujadas.
El estilo recuerda más a modelos nórdicos que toscanos, de forma indirecta a través de la obra de Antonello da Messina, quien estuvo en Milán en 1475.